# Stefano Pietro Zecchini
Stefano Pietro Zecchini (* 29. Juli 1809 in Genua; † 1891) war ein italienischer Lexikograph und Publizist.
Er ließ sich  in Turin nieder, wo er die Tochter des Publizisten Giuseppe Pomba (1795–1876) heiratete. Sein bekanntestes Werk ist sein 1861 erschienenes Wörterbuch der italienischen Sprache. Sein 1876 erschienenes religionsphilosophische Werk Dio, l’universo e la fratellanza di tutti gli esseri nella creazione stand auf dem Index librorum prohibitorum, womit die Lektüre des Buches für Katholiken als Sünde galt.

## Schriften (Auswahl)
- Cenno al popolo intorno alle nuove riforme date da S.M. il re Carlo Alberto, 1847.
- L’Unione fraterna dei popoli, 1848.
- Prodromo a un nuovo diritto delle genti, 1850.
- Dizionario dei sinonimi della lingua italiana dedicato alla gioventu studiosa di tutte le scuole d’Italia per S. P. Zecchini, 1861.
- Il papa a Roma Roma all’Italia, il Governo a Torino per S. P. Zecchini, 1863.
- Di due probabili errori di amanuense nel pater noster e proposta di correzione per Stefano Pietro Zecchini, 1882.
- Dio, l’universo e la fratellanza di tutti gli esseri nella creazione, 1876.